# Голубинский Провал
Голубинский Провал — одна из самых известных и интенсивно посещаемых туристами пещер Архангельской области. Карстовая пещера расположена на правом берегу реки Пинеги в 16,5 км ниже одноимённого посёлка, где к реке подходит уступ Беломорско-Кулойского плато. Пещера проработана в толще гипсов с прослоями ангидритов. Большая часть пещеры сухая, но имеются два коротких водотока. Памятник природы регионального значения.